# Ligota (Góra)
Pour les articles homonymes, voir Ligota.
Ligota est une localité polonaise de la gmina et du powiat de Góra en voïvodie de Basse-Silésie.